# Сила (департамент)
Вижте пояснителната страница за други значения на Сила.
Сила е департамент, разположен в регион Уадаи, Чад. Департаментът се поделя на под-префектурите: Гоз Беида, Куку Ангарана, Тиси, Аде. Негов административен център е град Гоз Беида.